# Oocystella
Oocystella, rod zelenih algi iz porodice Oocystaceae, dio reda Chlorellales. Postoji sedam priznatih vrsta, sve su slatkovodne. Opisana je 1903. godine

## Vrste
1. Oocystella carpatica Hindák
2. Oocystella heteromucosa (Hegewald) Hindák
3. Oocystella mongolica (Antipova) Hindák & Zagorenko
4. Oocystella nephrocytioides (Fott & Cado) Hindák
5. Oocystella oogama Hindák
6. Oocystella piscinalis Hindák
7. Oocystella radiosa Hindák